# Final de la Copa de la Liga de Inglaterra 2020-21
La final de la Copa de la Liga de Inglaterra 2020-21 se disputó el domingo 25 de abril de 2021 en el Estadio de Wembley de Londres.

## Finalistas
En negrita, las finales ganadas.
| Equipos           | Finales jugadas anteriormente | Finales jugadas anteriormente                                           |
| ----------------- | ----------------------------- | ----------------------------------------------------------------------- |
| Manchester City   | 8 (7)                         | 1969-70, 1973-74, 1975-76, 2013-14, 2015-16, 2017-18, 2018-19, 2019-20. |
| Tottenham Hotspur | 8 (4)                         | 1970-71, 1972-73, 1981-82, 1998-99, 2001-02, 2007-08, 2008-09, 2014-15. |

## Camino a la Final
| Manchester City   | Manchester City | Manchester City | Eliminatoria                                   | Tottenham Hotspur | Tottenham Hotspur | Tottenham Hotspur |
| ----------------- | --------------- | --------------- | ---------------------------------------------- | ----------------- | ----------------- | ----------------- |
| Rival             | Resultado       | Resultado       | Fase                                           | Rival             | Resultado         | Resultado         |
| No jugóUCL        | No jugóUCL      | No jugóUCL      | Primera ronda (No tienen que jugar esta ronda) | No jugóUEL        | No jugóUEL        | No jugóUEL        |
| No jugóUCL        | No jugóUCL      | No jugóUCL      | Segunda ronda (No tienen que jugar esta ronda) | No jugóUEL        | No jugóUEL        | No jugóUEL        |
| Bournemouth       |                 | 2–1             | Tercera ronda                                  | Leyton Orient     |                   | W/O               |
| Burnley           |                 | 0–3             | Cuarta ronda                                   | Chelsea           |                   | 1–1 (5:4 p.)      |
| Arsenal           |                 | 1–4             | Cuartos de final                               | Stoke City        |                   | 1–3               |
| Manchester United |                 | 0–2             | Semifinales                                    | Brentford         |                   | 2–0               |

## Partido

### Ficha
| 13         | Guardameta     | Zack Steffen    |     |
| 2          | Defensa        | Kyle Walker     |     |
| 14         | Defensa        | Aymeric Laporte |     |
| 3          | Defensa        | Rúben Dias      |     |
| 27         | Defensa        | João Cancelo    |     |
| 25         | Centrocampista | Fernandinho     | 84' |
| 17         | Centrocampista | Kevin de Bruyne | 87' |
| 8          | Centrocampista | İlkay Gündoğan  |     |
| 26         | Delantero      | Riyad Mahrez    |     |
| 47         | Delantero      | Phil Foden      |     |
| 7          | Delantero      | Raheem Sterling |     |
| Entrenador | Entrenador     | Pep Guardiola   |     |

| 1          | Guardameta     | Hugo Lloris           |     |
| 24         | Defensa        | Serge Aurier          | 90' |
| 4          | Defensa        | Toby Alderweireld     |     |
| 15         | Defensa        | Eric Dier             |     |
| 3          | Defensa        | Sergio Reguilón       |     |
| 8          | Centrocampista | Harry Winks           |     |
| 5          | Centrocampista | Pierre-Emile Højbjerg | 84' |
| 18         | Centrocampista | Giovanni Lo Celso     | 67' |
| 27         | Delantero      | Lucas Moura           | 67' |
| 10         | Delantero      | Harry Kane            |     |
| 7          | Delantero      | Heung-Min Son         |     |
| Entrenador | Entrenador     | Ryan Mason            |     |

| 16 | Centrocampista | Rodri Hernández | 84' |
| 20 | Centrocampista | Bernardo Silva  | 87' |

| 17 | Centrocampista | Moussa Sissoko  | 67' |
| 9  | Delantero      | Gareth Bale     | 67' |
| 20 | Delantero      | Dele Alli       | 84' |
| 23 | Delantero      | Steven Bergwijn | 90' |

| Anotado | 82' | Aymeric Laporte | 1–0 |

|  |

| Amonestado | 45' | Aymeric Laporte |
| Amonestado | 59' | Fernandinho     |

| Amonestado | 27' | Sergio Reguilón |

| Árbitro             | Paul Tierney           |
| Árbitros asistentes | Lee Betts              |
| Árbitros asistentes | Constantine Hatzidakis |
| Cuarto árbitro      | Peter Bankes           |
| Árbitro VAR         | Andre Marriner         |
| Asistente VAR       | Adrian Holmes          |

| 13         | Guardameta     | Zack Steffen    |     |
| 2          | Defensa        | Kyle Walker     |     |
| 14         | Defensa        | Aymeric Laporte |     |
| 3          | Defensa        | Rúben Dias      |     |
| 27         | Defensa        | João Cancelo    |     |
| 25         | Centrocampista | Fernandinho     | 84' |
| 17         | Centrocampista | Kevin de Bruyne | 87' |
| 8          | Centrocampista | İlkay Gündoğan  |     |
| 26         | Delantero      | Riyad Mahrez    |     |
| 47         | Delantero      | Phil Foden      |     |
| 7          | Delantero      | Raheem Sterling |     |
| Entrenador | Entrenador     | Pep Guardiola   |     |

| 1          | Guardameta     | Hugo Lloris           |     |
| 24         | Defensa        | Serge Aurier          | 90' |
| 4          | Defensa        | Toby Alderweireld     |     |
| 15         | Defensa        | Eric Dier             |     |
| 3          | Defensa        | Sergio Reguilón       |     |
| 8          | Centrocampista | Harry Winks           |     |
| 5          | Centrocampista | Pierre-Emile Højbjerg | 84' |
| 18         | Centrocampista | Giovanni Lo Celso     | 67' |
| 27         | Delantero      | Lucas Moura           | 67' |
| 10         | Delantero      | Harry Kane            |     |
| 7          | Delantero      | Heung-Min Son         |     |
| Entrenador | Entrenador     | Ryan Mason            |     |

| 16 | Centrocampista | Rodri Hernández | 84' |
| 20 | Centrocampista | Bernardo Silva  | 87' |

| 17 | Centrocampista | Moussa Sissoko  | 67' |
| 9  | Delantero      | Gareth Bale     | 67' |
| 20 | Delantero      | Dele Alli       | 84' |
| 23 | Delantero      | Steven Bergwijn | 90' |

| Anotado | 82' | Aymeric Laporte | 1–0 |

|  |

| Amonestado | 45' | Aymeric Laporte |
| Amonestado | 59' | Fernandinho     |

| Amonestado | 27' | Sergio Reguilón |

| Árbitro             | Paul Tierney           |
| Árbitros asistentes | Lee Betts              |
| Árbitros asistentes | Constantine Hatzidakis |
| Cuarto árbitro      | Peter Bankes           |
| Árbitro VAR         | Andre Marriner         |
| Asistente VAR       | Adrian Holmes          |

|                                    |
| Bandera de Gran Mánchester         |
| Campeón Manchester City 8.º título |

- Datos: Q104698904